# Carsten Dominik
Carsten Dominik (Berlijn, 1961) is een Duitse sterrenkundige. 

## Loopbaan
Dominik promoveerde in 1993 aan de Technische Universiteit van Berlijn. Daarna werkte hij bij het NASA Ames Research Center. In 1995 kwam hij naar Nederland. Daar deed hij twee postdocs. Eerst aan de Universiteit Leiden en vervolgens aan de Universiteit van Amsterdam (1999). In 2003 werd hij aan de Universiteit van Amsterdam benoemd tot universitair docent en in 2008 tot universitair hoofddocent. Van 2008 tot 2014 was hij bijzonder hoogleraar aan de Radboud Universiteit Nijmegen.
Sinds 2014 is hij hoogleraar aan de Universiteit van Amsterdam, werkzaam bij het Anton Pannekoek Instituut. Sinds 2021 is hij directeur van dit instituut. Hij onderzoekt exoplaneten en protoplanetaire schijven.